# Prato do Dia (caricaturas)
Prato d'O Dia: caricaturas políticas publicadas no jornal O Dia foi publicado em Lisboa, no ano de  1916, por João Valério (autor e editor), com um total de 48 páginas. Pertence à rede de Bibliotecas municipais de Lisboa e é considerado uma "raridade bibliográfica".